# Velvet Collection
Velvet Collection (orig. Velvet Colección) ist eine spanische Fernsehserie und ein Spin-off der seit 2014 für den Fernsehsender Antena 3 produzierten Serie Velvet. Sie besteht aus 2 Staffeln und wurde seit 21. September 2017 beim spanischen Sender #0 der Plattform Movistar+ ausgestrahlt. Im deutschsprachigen Raum ist sie seit 15. Juli 2018 beim Sender Sony Channel zu sehen. Die deutschsprachige Synchronisation der Serie erfolgt durch die Berliner Synchron GmbH Wenzel Lüdecke unter Dialogregie von Beate Gerlach. Diese übernimmt zusammen mit Daniel May auch das Dialogbuch.

## Inhalt
Nach drei Jahren in New York City mit ihrem Ehemann Alberto und ihrem Sohn kehrt Ana Rivera nach Spanien zurück, um ihr Projekt weiter auszubauen. Alberto und Ana haben das Unternehmen aus der Ferne geführt und zusammen mit ihren Kollegen und Freunden einen Maßstab für Mode und Innovation geschaffen. Jetzt eröffnet das Unternehmen eine neue Filiale am Passeig de Gràcia in Barcelona, und die Hauptfiguren werden Madrid verlassen, um das Universum von Velvet zu erweitern.